# ATF Dingo
Das Allschutz-Transport-Fahrzeug (ATF) Dingo ist ein gepanzertes luftverladbares bewaffnetes MRAP-Radfahrzeug für Patrouillen- und Spähfahrten, das unter anderem in Deutschland, Österreich, Belgien und Luxemburg eingesetzt wird. Die Fahrzeugfamilie mit 16 Varianten ist nach dem australischen Wildhund Dingo benannt.

## Geschichte

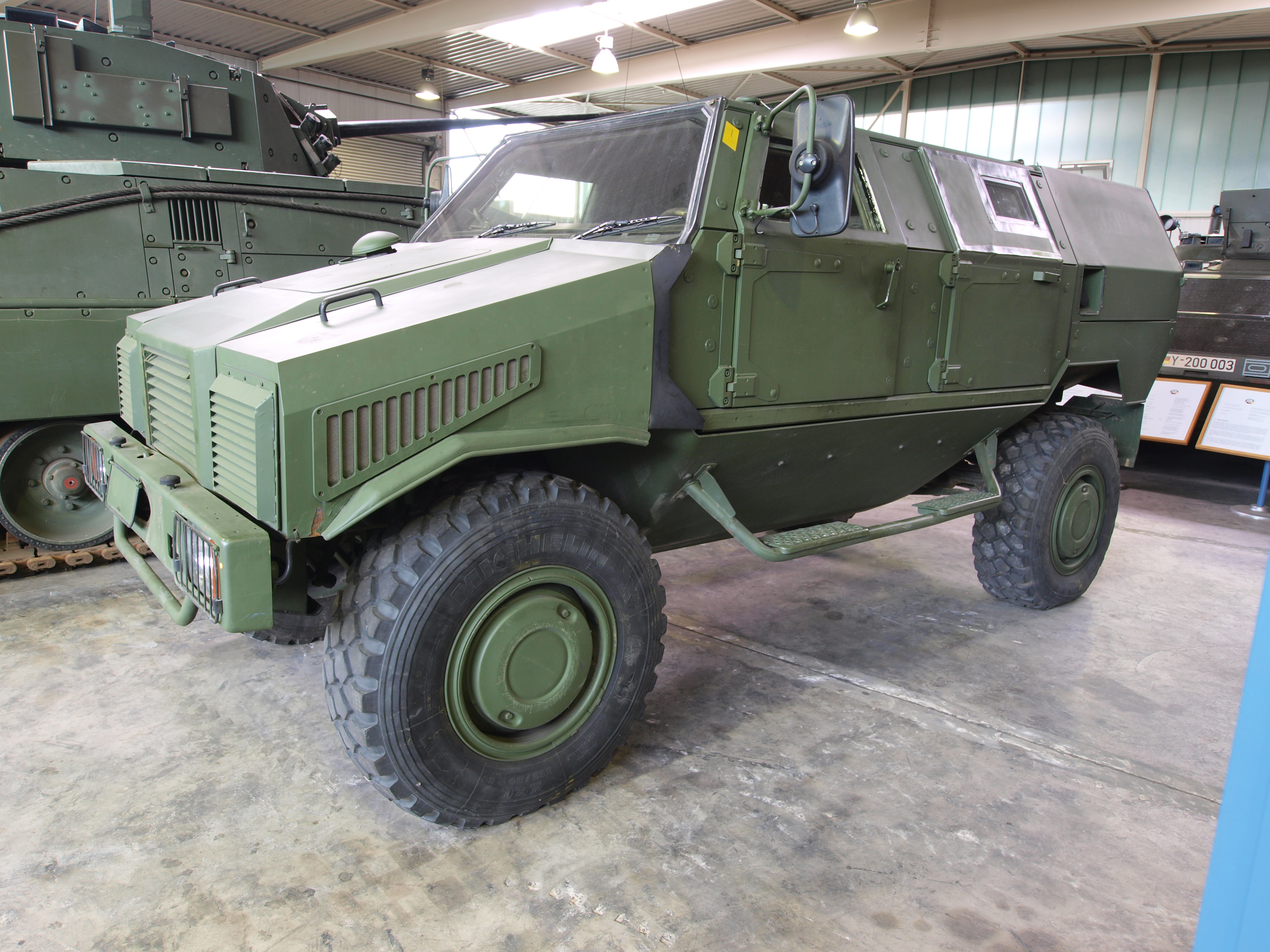
Dingo-1-Prototyp (Version ATF 1)

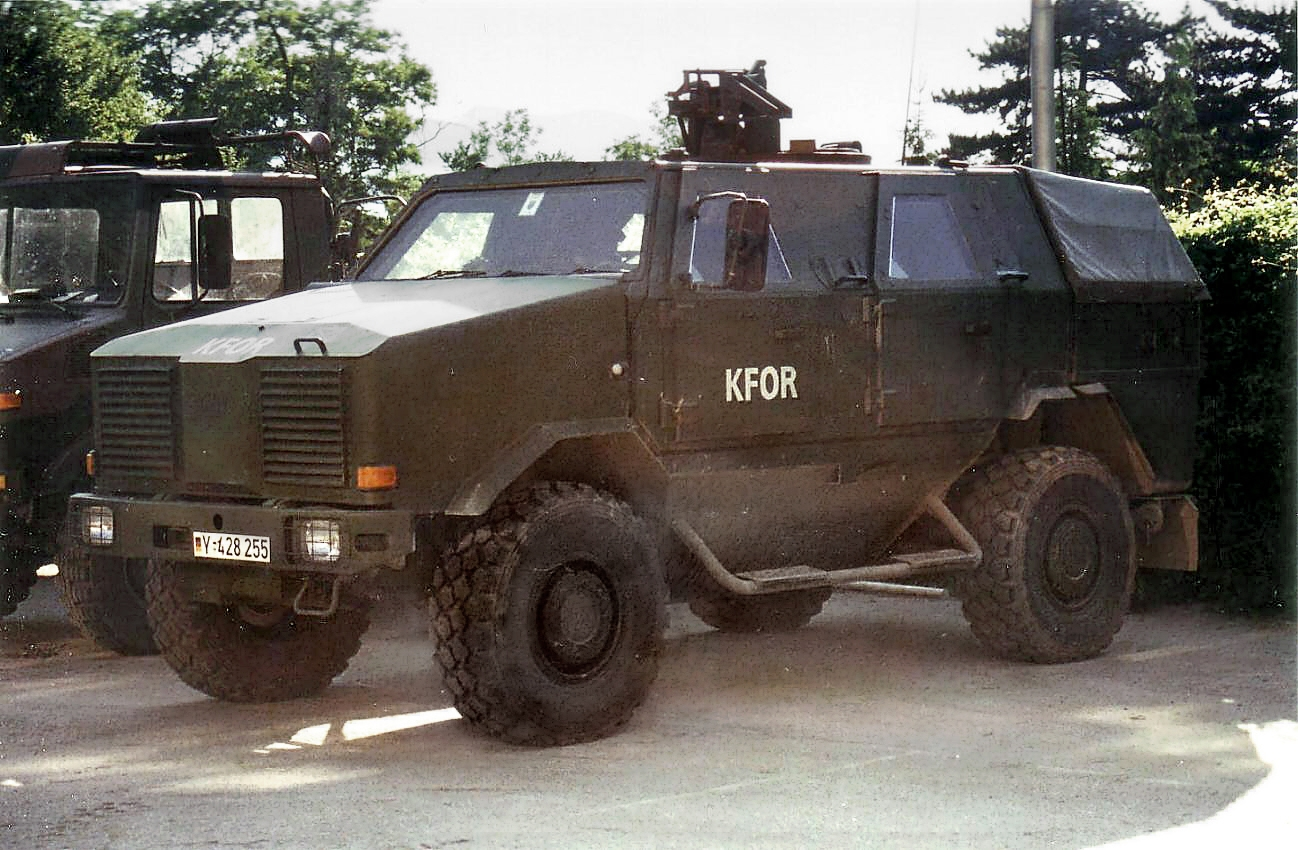
Dingo 1 (Version ATF 2) der Bundeswehr

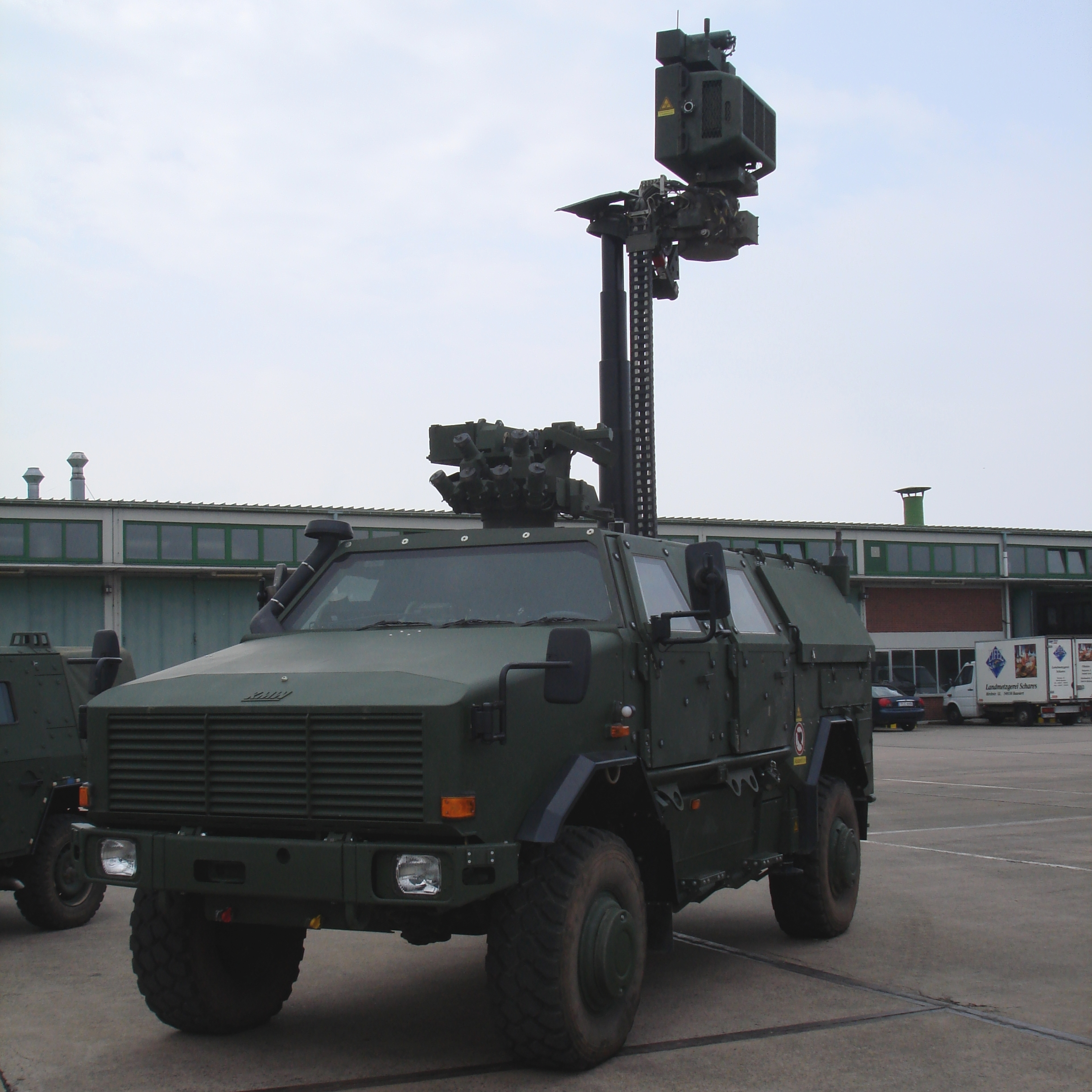
Dingo 2A2 mit dem Bodenüberwachungsradar (BÜR) von EADS. Als Waffenstation dient eine FLW 200

Mit Beginn der Auslandseinsätze der Bundeswehr (IFOR) zeigte sich der Bedarf an Fahrzeugen, die besonders gegen Angriffe mit Panzerabwehrminen geschützt wären. Die Aufpanzerung bestehender Fahrzeuge wie des Transportpanzers Fuchs, des MAN gl und des Wolf mit einer modularen Schutzausstattung (MSA) galt als schnell verfügbare Übergangslösung. Das MSA-Paket bot allerdings nur einen hinreichenden Schutz gegen Schützenabwehrminen und Beschuss aus Infanteriewaffen. Hinzu kam, dass der Fuchs aufgrund seiner Abmessungen und seines Gewichtes in Gebieten mit engen Straßen und durch begrenzte Tragfähigkeit der Brücken schlecht einzusetzen war. Ein Wolf bot zwar mehr Absitzstärke als sein MSA-Pendant, war aber durch den unzureichenden Schutz für die Begleitschutz- und Patrouillenaufgaben ebenfalls ungeeignet.
Der Rüstungsbereich der Bundeswehr entwickelte darauf im Rahmen der Rüstungsaufgabe 41 – Ballistischer Schutz basierend auf den Erfahrungen des südafrikanischen Militärs mit einem V-förmigen Blastabweiser einen Minendeflektor, der 1990 zur Verfügung stand. Die damalige Rüstungssparte von Krauss-Maffei integrierte in Zusammenarbeit mit dem auf Panzerung spezialisierten Unternehmen Ingenieurbüro Deisenroth den Deflektor auf einem Unimog-U-100-L-Fahrgestell. Ebenfalls beteiligt war die Abteilung KG II 5 des damaligen Bundesamt für Wehrtechnik und Beschaffung. Das als ATF 1 bezeichnete Fahrzeug war geländegängig sowie luftverladbar und bot der Besatzung durch eine Sicherheitszelle Schutz gegen Minen und panzerbrechende Munition aus Scharfschützengewehren.
Die 1995 durchgeführten Untersuchungen zeigten jedoch die Schwachstellen des Fahrwerkes. Die Fahreigenschaften waren unzureichend, was zur Nutzung des längeren U-1550-L-Fahrgestells führte. Der nun als ATF 2 bezeichnete Prototyp verfügte daher über eine höhere Nutzlast und war in schwierigen Straßen- und Geländeverhältnissen durch seine höhere Mobilität sowie Wendigkeit dem ATF 1 überlegen. Es folgten interne Werkserprobungen sowie Überprüfungen durch die Wehrtechnischen Dienststellen der Bundeswehr. Die Vorstellung des ATF-2-Prototyps an den Truppenschulen war weniger erfolgreich. Die Truppe favorisierte zu dieser Zeit den in der Entwicklung befindlichen GTK Boxer.
Der endgültige Durchbruch für Krauss-Maffei Wegmann (seit 8. April 2024 KNDS Deutschland) waren der Abbruch des „Superfuchs“-Projekts, ein Minenunfall mit einem TPz Fuchs in Mazedonien sowie die Forderung des damaligen Rüstungsstaatssekretärs zur sofortigen Marktsichtung und Beschaffung geschützter Fahrzeuge. Gegenüber ausländischen Produkten wurde von der Hauptabteilung Rüstung des Bundesministerium der Verteidigung der ATF 2 favorisiert. Am 18. Oktober 1999 erfolgte die Auftragsvergabe als Einsatzbedingter Sofortbedarf mit einem Budget von 42 Millionen DM, das bereits drei Tage später am 21. Oktober vom damaligen Bundesminister der Verteidigung Rudolf Scharping gebilligt wurde.
Nach der Zustimmung des Haushaltsausschusses am 15. Dezember 1999 erhielt KMW einen Tag später offiziell den Auftrag zur Lieferung eines ersten Bauloses mit einer Gesamtstückzahl von 56 ATF Dingo. Die Auslieferung begann am 24. August 2000 mit den ersten zwei Serienfahrzeugen und endete zum Jahreswechsel. Ein Großteil der Fahrzeuge ging direkt an die Einsatzverbände im Kosovo (KFOR) und Mazedonien für Truppenversuche unter Einsatzbedingungen. Die Ergebnisse dieser Truppentests führten zu mehreren Änderungen am Dingo. So musste die Aufhängung des Staukastens verstärkt werden, da er bei starken Stößen häufig abbrach. Auch die Federung musste verstärkt werden, da sie dem höheren Gewicht des Dingos im Vergleich zum Unimog nicht gewachsen und zu nachgiebig war, so dass manche Soldaten während der Fahrt seekrank wurden und der Dingo zum Umkippen neigte. Kleinere Änderungen betrafen die Ausstattung des Dingos im Hinblick auf Wartungsfreundlichkeit und Bedienungssicherheit.
Aufgrund der positiven Einsatzerfahrungen und der nun hohen Akzeptanz in der Truppe entschloss sich die Bundeswehr im November 2001, ein zweites Baulos zu bestellen. Die Stückzahl lag bei 57 Fahrzeugen. Ein drittes Baulos folgte im März 2002 und erhöhte die Gesamtanzahl der Dingo 1 auf 147 Fahrzeuge. Die Produktion wurde eingestellt, nachdem DaimlerChrysler das U-1550-L-Fahrgestell aus dem Sortiment nahm. Als Konsequenz begann 2002 die Entwicklung eines Nachfolgemodells.
Das als ATF 3 beziehungsweise als Dingo 2 bezeichnete Fahrzeug erhielt als Basis das Unimog-U-5000-Fahrgestell. Es erlaubt eine höhere Achslast, was wiederum eine größere massivere Sicherheitszelle zulässt, um den Insassenschutz weiter zu erhöhen. KMW baute im Auftrag des BWB einen Demonstrator sowie zwei Vorserienfahrzeuge mit langem Radstand (3850 mm) und ein Vorserienfahrzeug mit kurzem Radstand (3250 mm). Zwischen November 2003 und Mai 2004 wurden die zwei Vorserienfahrzeuge mit langem Radstand intensiven Tests bei KMW und den Wehrtechnischen Dienststellen unterzogen.
Die ersten Dingo 2 der Bundeswehr waren 52 Fahrzeuge des Typs Patrouillen- und Sicherungsfahrzeug (PatSi) mit langem Radstand in der Ausführung GE A1, die 2005 beschafft wurden. Der Gesamtpreis lag bei 36 Millionen Euro. Unabhängig davon erhielt KMW Ende 2005 vom BWB den Auftrag zur Lieferung eines Dingo-2-Demonstrators für die Klasse 3 des GFF-Projektes.
Weitere 149 Fahrzeuge des Typs PatSi in der Ausführung GE A2 folgten ab dem 29. Juni 2006; hiervon waren 15 als Einsatzbedingter Sofortbedarf (ESB) vorgesehen. Das Auftragsvolumen betrug 109 Millionen Euro. Aufgrund der sich rapide verschlechternden Sicherheitslage in Afghanistan wurde die Beschaffung 2007 beschleunigt, so dass statt der ursprünglich für das Jahr vorgesehenen 33 Fahrzeuge bis Ende 2007 bereits 100 Fahrzeuge ausgeliefert wurden. Zwischenzeitlich waren die Fahrzeuge 2006 mit einem Fahrverbot in der Bundeswehr belegt, da die Gefahr eines Bremsenversagens festgestellt wurde und bei einem Fahrzeug in Afghanistan durch Überhitzung die Vorderachse in Brand geraten war. Daraufhin schickten die Hersteller KMW und DaimlerChrysler Mechaniker nach Kabul, um die Fehlersuche zu unterstützen. Der Anschaffungspreis der ersten Ausführung des Dingo 2 wurde mit 600.000 € benannt, zusätzliche Ausstattungen erhöhen den Preis auf bis zu 1 Mio. Euro.
Im Juli 2006 erfolgte durch das Bundesamt für Wehrtechnik und Beschaffung die Auftragsvergabe über 78 Dingo 2 als Trägerplattform für das Bodenüberwachungsradar (BÜR) von EADS, um das RASIT- und ABRA-Radarsystem zu ersetzen. Das System sollte Bewegungen am Boden und im bodennahen Luftraum orten und war speziell auf die Erkennung asymmetrischer Bedrohungen ausgelegt. Bis Ende 2009 wurden zwei Systemdemonstratoren für die Nachweisführung gegenüber dem Auftraggeber geliefert. Die Serienfertigung sollte 2012 beginnen, wurde letztendlich jedoch nicht umgesetzt. Erst im Jahr 2021 erfolgte schließlich die Bestellung von 69 Bodenüberwachungsradarsystemen unter der Bezeichnung Bodengebundenes Aufklärungs- und Raumüberwachungssystem.
Am 26. Juni 2008 beschloss der Haushaltsausschuss des deutschen Bundestages, weitere 98 Dingo 2 (50 Stück in der Version Patrouillen- und Sicherungsfahrzeug GE A2.3, 4 als Gefechtsschadeninstandsetzungs- und Wartungstrupp (GSI-/WtgTrp) GE C1 sowie eine Option für 44 weitere GE C1) zu bestellen. Am 6. April 2010 erfolgte der Lieferauftrag für die Option durch das Bundesamt für Wehrtechnik und Beschaffung (BWB), die bis zum Ende 2010 an die Bundeswehr übergeben wurden.
Die Bundespolizei erhielt 2009 für den Arbeitsstab Schutzaufgaben in Krisengebieten (ASSIK) zwei Fahrzeuge zum Einsatz in Kabul.
Weitere 34 in der Ausführung GE A2.3 mit FLW 100 und 200 folgten 2009 sowie 41 GE A2.3 in der Ausführung Personen- und Materialtransport (PersMatTrsp.) am 29. März 2010. KMW selbst zeigte im September 2011 während einer Rüstungsmesse in London die Weiterentwicklung Heavy Duty, mit der eine Nutzlast von drei Tonnen ermöglicht wird. Das Gesamtgewicht erreicht 14,5 Tonnen.
Am 4. Juni 2012 erhielt KMW einen weiteren Auftrag der Bundeswehr zur Lieferung von 79 Dingo 2 PersMatTrsp. Im Rahmen dieses Vertrages wurde der tausendste Dingo an die Bundeswehr geliefert. Am 20. Juni 2013 übergab der Hersteller Krauss-Maffei Wegmann (heute KNDS Deutschland) den 1000. Dingo für die Bundeswehr an den Staatssekretär im Verteidigungsministerium, Christian Schmidt.
Insgesamt umfasst das Dingo-Programm 16 Fahrzeugvarianten.

## Einsatzprofil

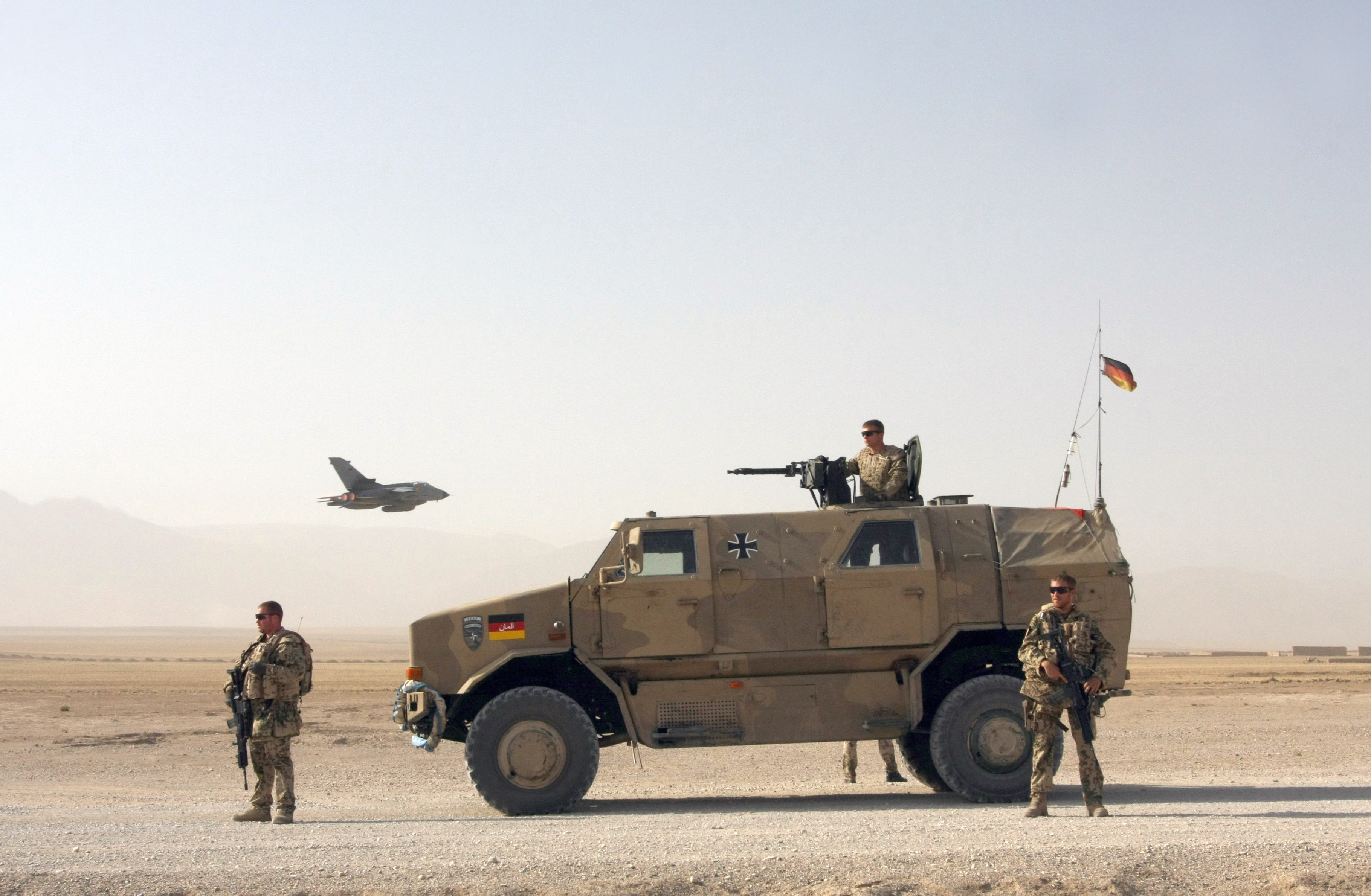
Dingo 2 bei Mazar-e-Sharif. Die Dingo 2 der ersten Serie besitzen noch nicht die zusätzlichen Seitenspiegel am Motorraum und die vier Zurrösen unter den Einstiegstüren.

Die Hauptaufgaben des ATF Dingo sind Konvoi- und Patrouillenfahrten auf halbwegs befestigtem Untergrund. Das Fahrzeug ist hauptsächlich für Einsätze zu „Friedenserhaltenden Maßnahmen“ (Peace Support Operations) insbesondere in minengefährdeten Gebieten konzipiert. Hier bietet er durch seinen Aufbau einen in dieser Gewichtsklasse hervorragenden Minenschutz, ist aber aufgrund der relativ geringen Abmessungen auch in eng bebauten urbanen Gebieten einsetzbar. Der Schutz der Insassen hat beim ATF Dingo Priorität, auch die Waffenanlage ist – anders als beim TPz Fuchs – unter Panzerschutz bedienbar.
Für den Einsatz in mittlerem und schwerem Gelände hingegen ist das Kampffahrzeug im Vergleich etwa zum TPz Fuchs weniger geeignet, da es einen höheren Schwerpunkt, nur vier Räder und eine weichere Federung hat. Wiederum ist der ATF Dingo luftverladbar, so dass komplett ausgerüstete ATF Dingo inklusive Besatzung und Ausrüstung mit einer Transall C-160 genauso schnell wie Infanterieeinheiten weltweit verlegbar sind.

## Aufbau und Schutz
Der ATF Dingo 1 hat einen modularen Aufbau aus folgenden fünf Elementen: Fahrgestell, Schutzzelle, Stauraum, Motorraum und Minendeflektor. Alle Baugruppen sind nur über das Fahrgestell miteinander verbunden, auf dem sie wiederum beweglich gelagert sind. Beim Dingo 2 wurde der Minendeflektor in die Schutzzelle integriert, die Variante Dingo 2 GE A2.3 erhielt Verbesserungen im Bereich der Panzerung.
Am Fahrgestell sitzen Reifen, die über eine Notlauffelge verfügen, mit der auch bei zerstörtem Reifenmantel eine Weiterfahrt für 40 Kilometer mit maximal 50 km/h möglich ist. Das im Verhältnis zum Schutzgrad geringe Gewicht des Dingo ließ sich durch deflektierend angebrachte Panzerelemente erreichen: Die Flächen des Fahrzeugs, die besonders gefährdet sind, beispielsweise die Sichtfenster, sind im 20°-Winkel zum Lot angebracht, dadurch treffen die Geschosse hockender oder liegender Schützen je nach Abstand in Winkeln von bis zu 30° auf die Scheiben, die sie dann selbst bei größeren Kalibern nicht mehr durchschlagen können. Gleiches gilt für den Minendeflektor.
Die angewinkelten Panzerungen sind einer der großen Vorteile gegenüber dem US-amerikanischen HMMWV, bei dem sehr viel dickere Panzerplatten nötig wären, um einen ähnlichen Insassenschutz zu bieten. Der Motorraum befindet sich vor der Sicherheitszelle auf dem Fahrgestell und ist so beschaffen, dass er den Motor vor direktem Beschuss aus Schusswaffen mit Kaliber bis 7,62 × 51 mm schützt, um das Fahrzeug auch bei Beschuss beweglich zu halten.
Der Minendeflektor hat ein V-förmiges Profil (engl. V-hull) und sitzt unter der Sicherheitszelle. Er besteht aus mehreren Lagen spezieller Schutzmaterialien (Mexas-Panzerung) und leitet durch seine Form etwa die Hälfte der Energie einer möglichen Minen- oder Sprengfallenexplosion zur Seite hin ab, um der Sicherheitszelle einen zusätzlichen Schutz von unten zu bieten.
Die Schutzzelle des Dingo 1 sitzt über dem Minendeflektor auf dem Fahrgestell und besteht aus Panzerstahl mit zusätzlichen innenliegenden Schutzmaterialien sowie fünf großen Panzerglasscheiben für eine gute Rundumsicht. Sie ist für die Aufnahme von fünf vollausgerüsteten Soldaten ausgelegt. Die komplette Sicherheitszelle ist gegen Beschuss aus Waffen mit einem Kaliber bis 7,62 × 51 mm NATO und die Sprengkraft von 4 Kilogramm (kg) TNT geschützt. Der Innenraum der Schutzzelle ist so konzipiert, dass sich bei Beschuss oder einer Explosion kein Bauteil losreißen und so die Insassen gefährden könnte.
Der Stauraum ist hinter der Sicherheitszelle auf dem Fahrgestell montiert. In der unteren Hälfte des Stauraums befindet sich der explosions- und beschussgeschützte Treibstofftank. Die obere Hälfte des Stauraums ist aus Gründen der Gewichtsersparnis nicht gepanzert, sondern wird von einer Plane über einem Stahlrahmen abgedeckt. Zur leichteren Beladung ist der Stauraum mit einer Heckklappe versehen. Die Lackierung des ATF Dingo enthält infrarotfilternde Elemente, so dass das Fahrzeug mit Wärmebildgeräten nur schwer erkennbar ist und auch für wärmesuchende Geschosse ein schwieriges Ziel darstellt.

## Bewaffnung

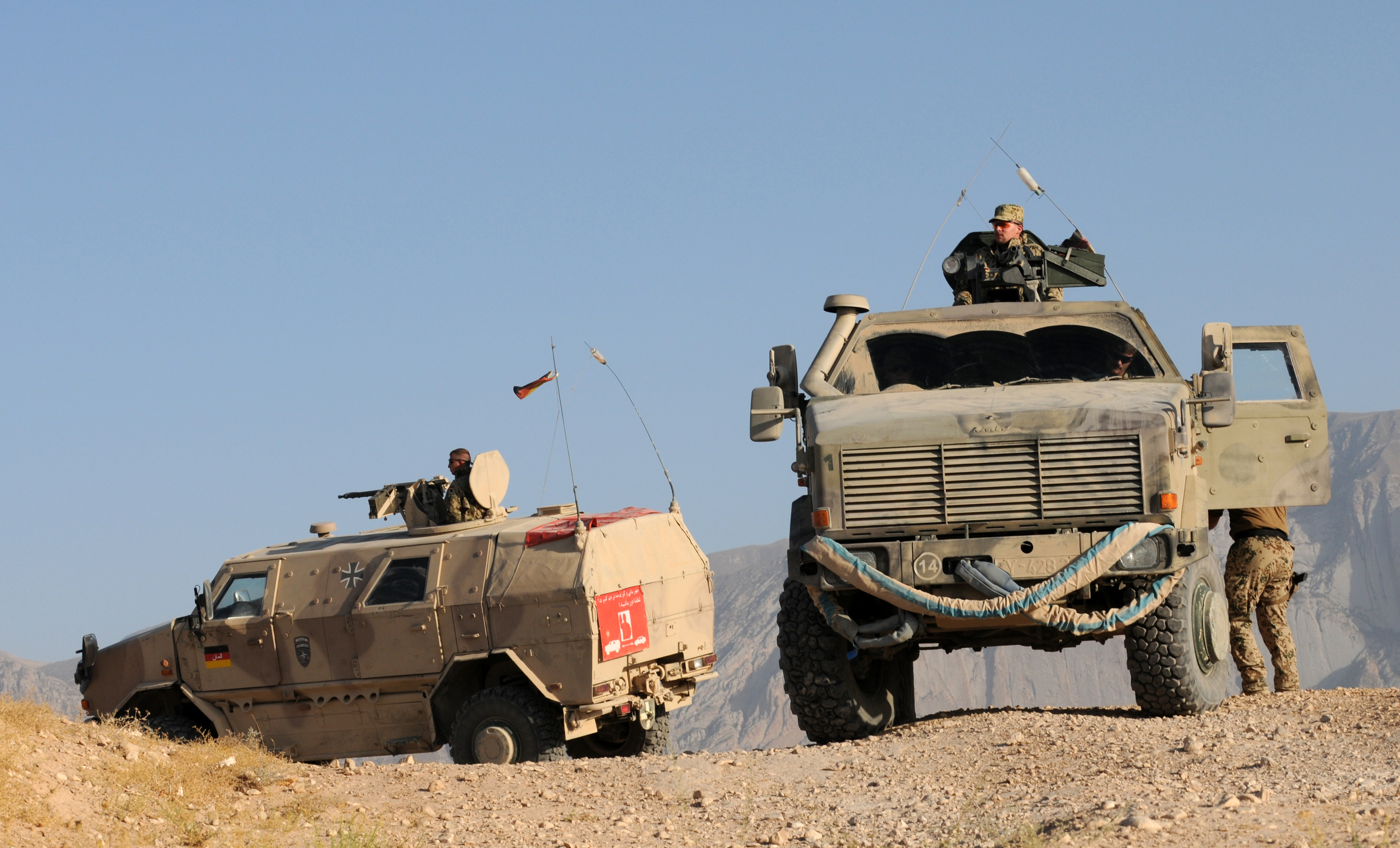
Dingo 2A2 im ISAF-Einsatz 2009. Als Bewaffnung dient die KMW 1530 mit MG3

Die Standardwaffenanlage für alle Dingos ist die mechanische Überkopf-Waffenstation KMW 1530. Die auch im Aufklärungsfahrzeug Fennek genutzte Waffenstation ist standardmäßig mit einem MG3 im Kaliber 7,62 × 51 mm ausgerüstet. Sie ist hinten mittig auf der Sicherheitszelle installiert und wird von einer Person bedient. Es sind zusätzliche Rüstsätze für die Granat-Maschinen-Waffe GMW 40 × 53 mm und das schwere 12,7 × 99-mm-NATO-Maschinengewehr Browning M2 verfügbar, dieses ist jedoch aufgrund des erhöhten Verschleißes der Aufnahme nicht mehr zulässig und wird nur noch auf der FLW 200 verwendet.
Die Waffenstation ermöglicht es dem Schützen, die Waffe unter komplettem Panzerschutz zu bedienen, wobei die Waffe sowohl elektrisch als auch manuell (Notabfeuerung) abgeschossen werden kann. Nur zum Nachladen oder bei Waffenstörungen muss der Schütze zum Teil den Panzerschutz verlassen. Die nicht benötigte Munition für die Waffe wird in der Sicherheitszelle in separaten Fächern gelagert. Der Seitenrichtwinkel der Waffenstation beträgt 360° und der Höhenrichtwinkel −5° und +45°. Die rein optische Zielhilfe der Waffenstation hat eine vierfache Vergrößerung sowie ein Nachtzielgerät, das jedoch Strom benötigt.
Eine weitere Möglichkeit, den Dingo zu bewaffnen, besteht mit der KNDS FLW. Die leichte Waffenstation vom Typ FLW 100 (für MG3, MG4) oder die schwere FLW 200 (bis GMW, BMG 12,7 mm) wird über einem 12-Zoll-Bildschirm aus dem Innenraum gesteuert und verfügt über einen Tagsichtkanal mit 10-fachem optischen Zoom und durch ein Wärmebildgerät (gekühlt bei FLW 200 oder ungekühlt bei FLW 100) über eine Nachtsichtoption. Eine kreiselgesteuerte Waffenstabilisierung erlaubt den Einsatz während der Fahrt. Die Waffenanlage ist auch imstande, die jeweilige Bewaffnung automatisch zu erkennen und die entsprechenden Werte für die Ballistik einzustellen. Der Richtbereich beträgt 360° zur Seite und −15° bis +70° in der Höhe. Die im Rahmen des Projektes Geschützte Führungs- und Funktionsfahrzeuge beschafften Dingo 2 werden von der Bundeswehr nach der Einführung mit neuen Waffenstationen ausgerüstet. Die Auslieferung der 110 bestellten FLW 200 war für Anfang 2011 geplant.

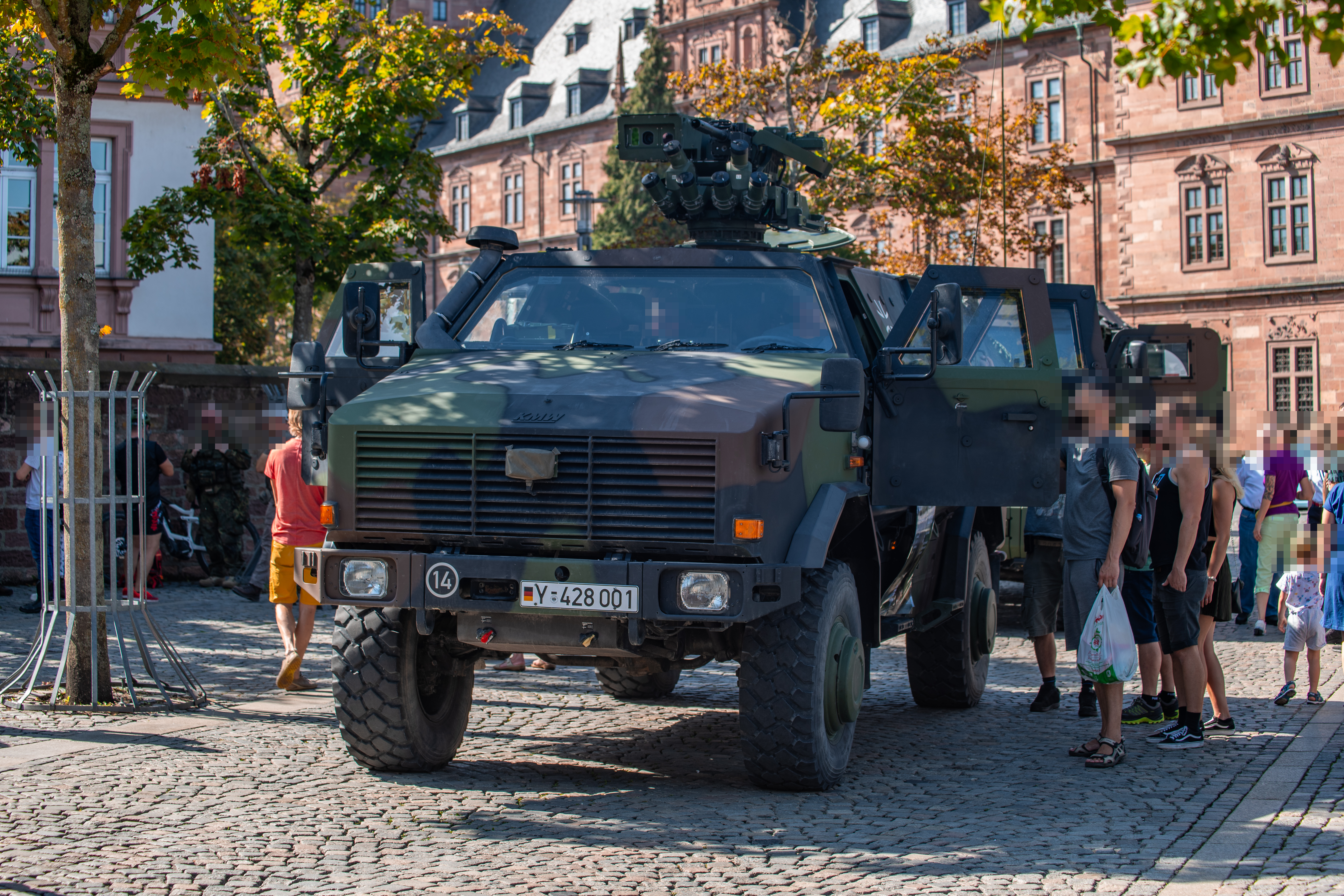
ATF Dingo, ausgestattet mit GMW

Durch die Bedrohungslage in Afghanistan wurden im Rahmen eines einsatzbedingten Sofortbedarfes im August 2010 zusätzliche Granatwerfer und notwendige Einrüstsätze von der Bundeswehr bestellt. Die Truppenlösung mit der KMW 1530 gilt als Zwischenschritt, um die GMW auf dem Dingo 2A2 zu nutzen. Durch eine industriebedingte Lieferzeit von neun Monaten wurden die GMW von den nicht benötigten Fenneks in Deutschland genutzt. Die Waffenaufnahme wird dabei durch einen Rüstsatz ergänzt, um den Granatwerfer aufzunehmen.
Die Dingo 2 der belgischen Streitkräfte tragen die Waffenstation ARROWS-300 mit einem Browning M2 von FN-Herstal. Wie auch die deutsche Waffenstation verfügt die Anlage über eine Waffenstabilisierung, eine Tagsichtkamera sowie ein Nachtsichtgerät und kann aus dem Innenraum gesteuert werden. Der Richtbereich beträgt 360° zur Seite und −20° bis +55° in der Höhe. Gegenüber der FLW 100 kann die Waffenstation mit einer Zusatzpanzerung versehen werden.

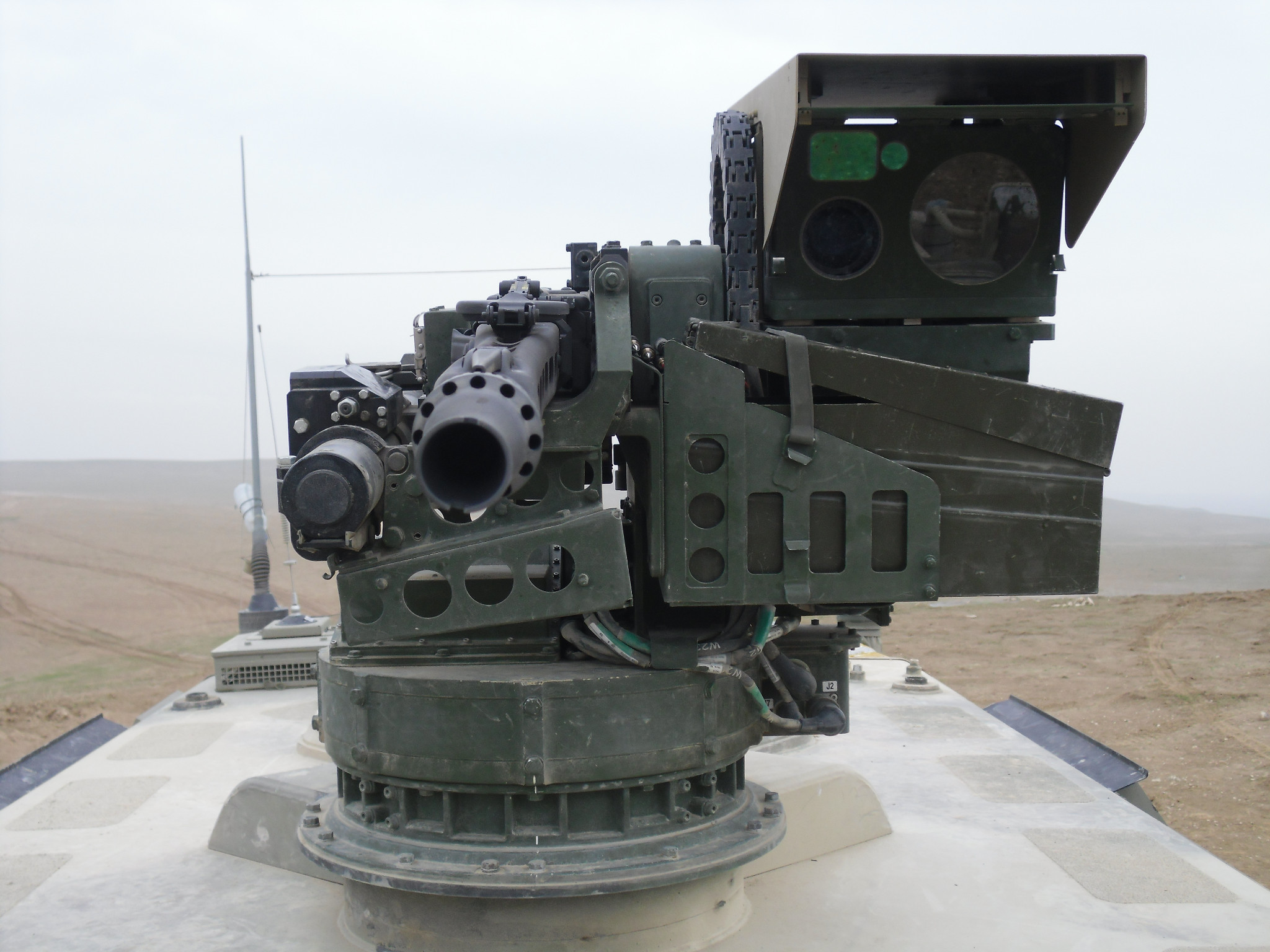
FLW 100 mit MG3
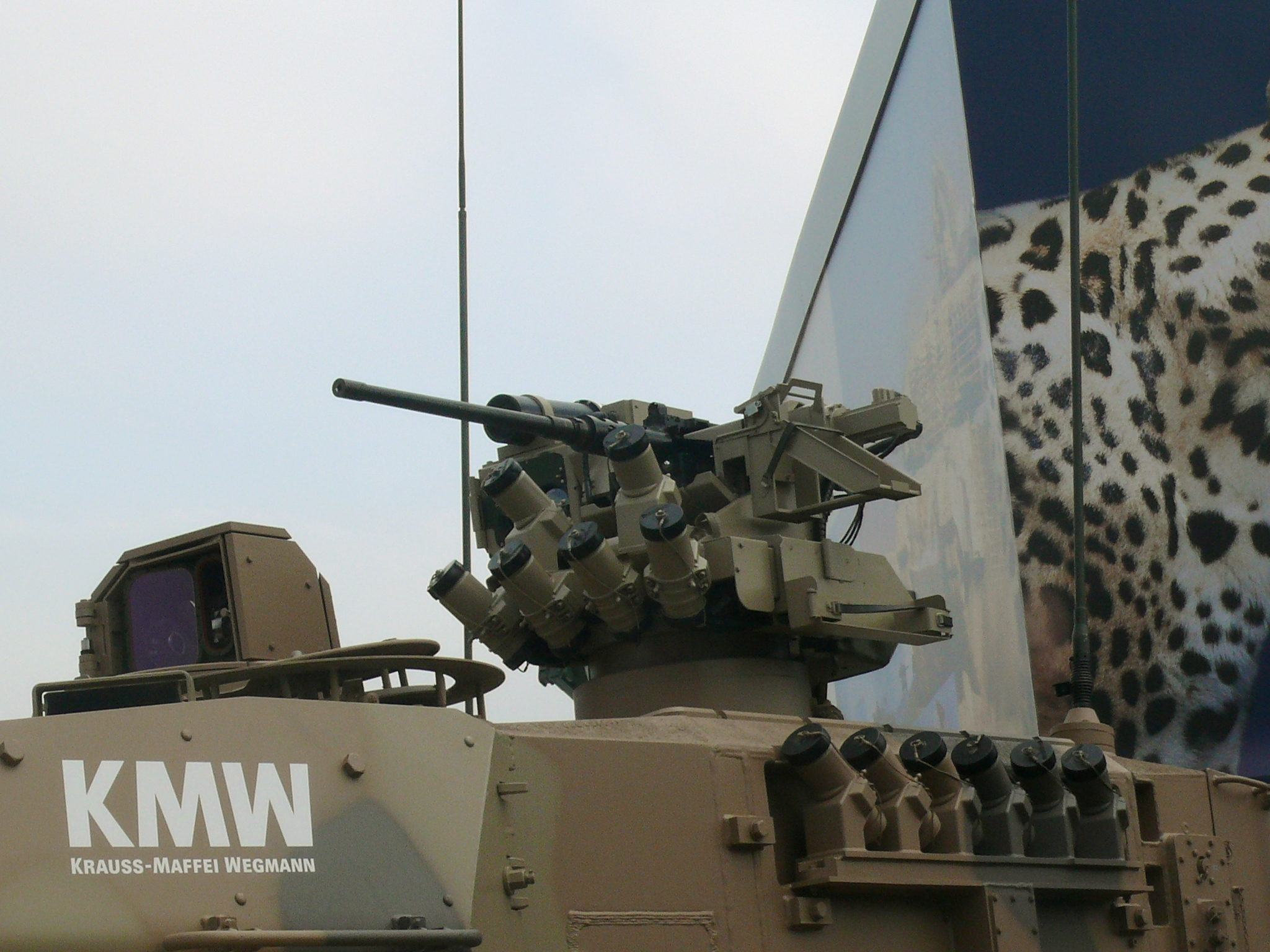
FLW 200 – Browning M2 (auf einem Leopard 2A7+)
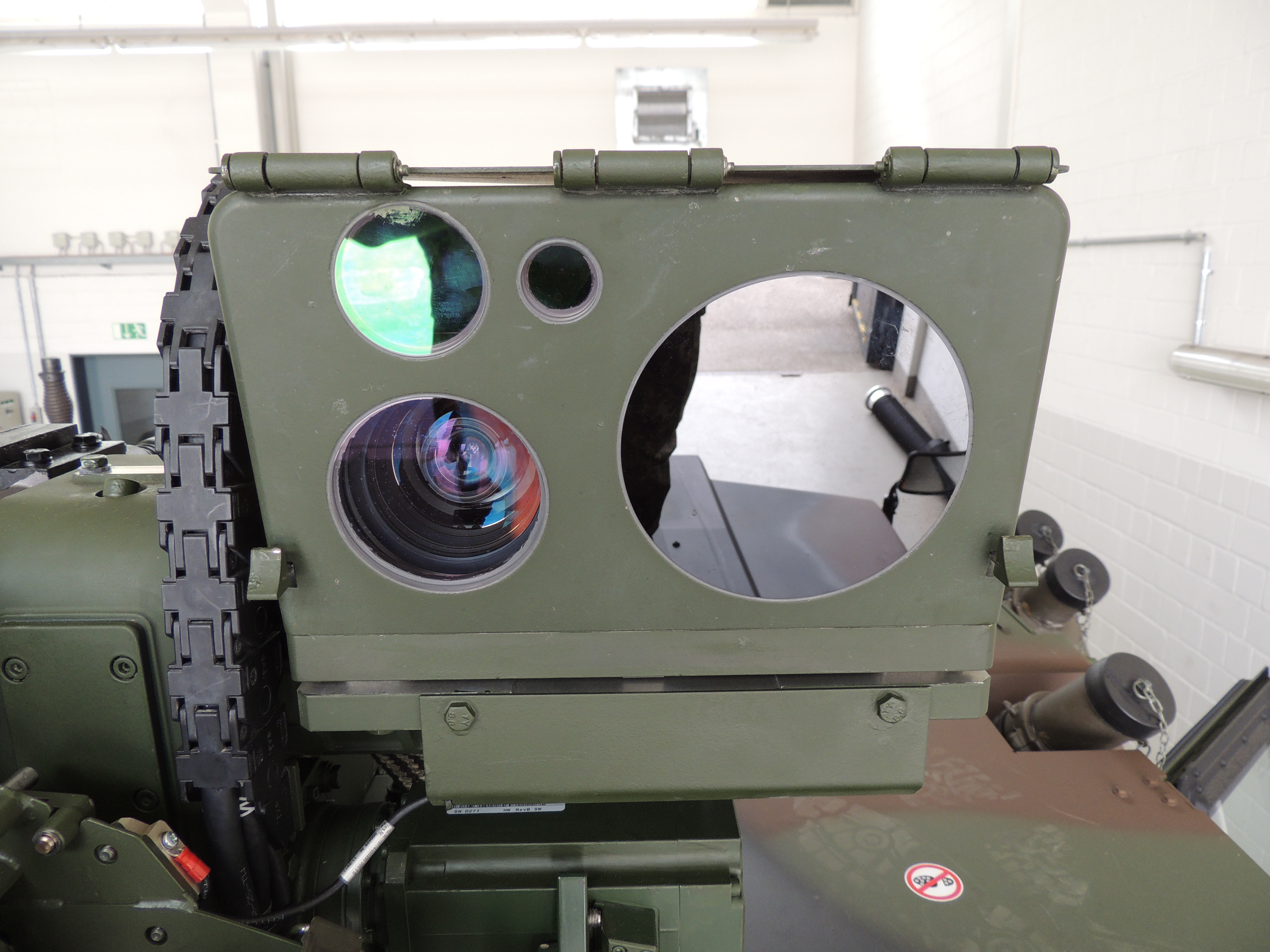
Sensorkopf LAZ 200
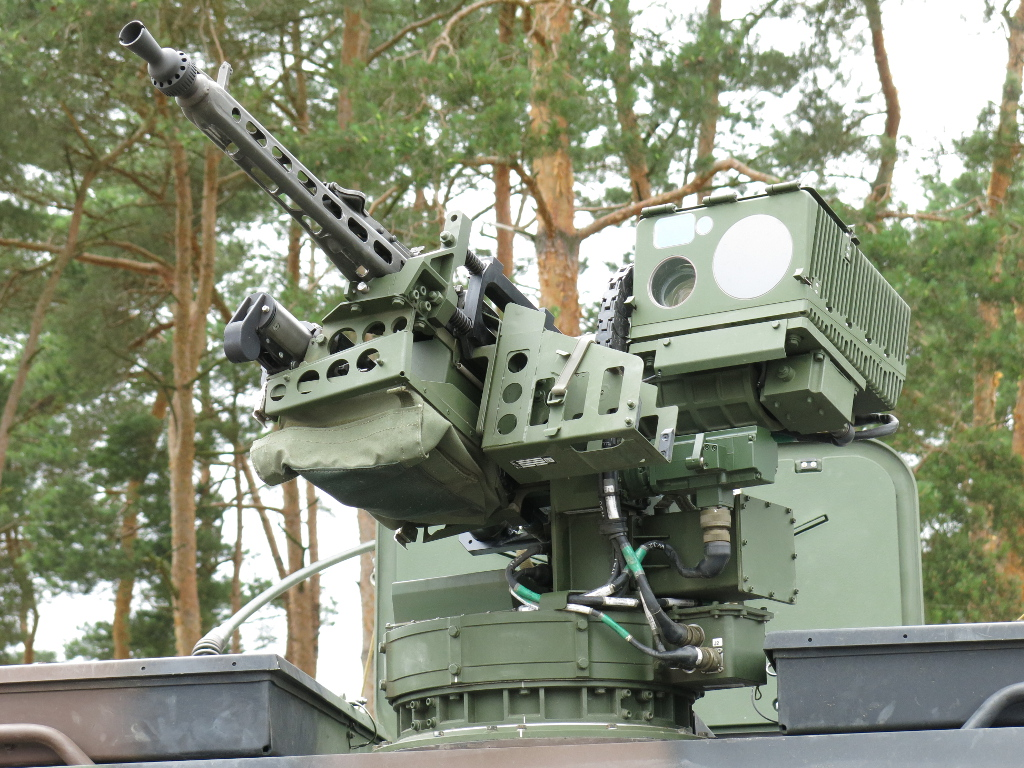
FLW 100 mit MG3

## Einsatzerfahrungen
Die Wirksamkeit der Minenschutzausstattung zeigte sich am 3. Juni 2005 im Raum Kabul. Nach dem Ende eines Luna-Einsatzes fuhr das letzte Fahrzeug der Gruppe, ein Dingo, mit dem rechten Vorderrad auf eine Panzermine mit sechs kg Sprengstoff. Durch die Detonation wurde der Dingo zwei Meter zur Seite geschleudert. Es entstand ein Krater von zwei Metern Durchmesser und einem halben Meter Tiefe. Das Rad, die Radaufhängung und der ungeschützte vordere Teil des Fahrzeugs wurden komplett zerstört, die Sicherheitszelle hielt jedoch stand. Lediglich zwei Insassen erlitten leichte Verletzungen durch die Schockeinwirkung auf das Fahrzeug.
Ein Jahr später, am 27. Juni 2006, überstand ein Dingo 1 einen Selbstmordanschlag mit einer Autobombe in der Nähe von Kunduz. Obwohl das Fahrzeug für solche Zwischenfälle ursprünglich nicht konstruiert wurde, blieben die Insassen des Dingos bei der Explosion, die sich in etwa 25 m Entfernung vom Fahrzeug ereignete, unverletzt.
Am 27. März 2008 wurden bei einem IED-Anschlag auf einen ATF Dingo nahe Kunduz zwei deutsche Soldaten schwer und einer leicht verletzt. Das Fahrzeug fiel durch die Wucht einer rund zehn kg schweren Sprengladung auf die Seite.
Am 23. Juli 2009 wurde zu Beginn der Operation Adler ein Dingo der Bundeswehr bei einem Angriff mit drei Panzerfäusten schwer beschädigt, es kam aber niemand zu Schaden.
Am 2. April 2010 geriet ein Dingo im Verlauf des Karfreitagsgefechtes in eine Sprengfalle. Durch die Explosion wurden vier Soldaten verwundet und das Fahrzeug so schwer beschädigt, dass es später durch deutsche Kräfte zerstört werden musste.
Bis zum April 2010 hat die Bundeswehr offiziell fünf Dingo 2 als Totalausfall verbucht und somit verloren. Im Detail sind das die Ausführungen GE A1 (ein Fahrzeug), GE A2 (drei Fahrzeuge) und GE A2.3 (ein Fahrzeug).

## Russisch-Ukrainischer Krieg
Die Bundeswehr gab im September 2022 bekannt, 50 Dingo an die Ukraine abzugeben. Die ersten 30 davon kamen November 2022 in der Ukraine an. Laut dem Oryx-Blog gingen mit Stand Februar 2025 mindestens zehn Fahrzeuge verloren.

## Technische Daten
| Höhe                     | 2550 mm (Dachoberkante; 2950 mm mit Waffenstation) |
| Breite                   | 2390 mm |
| Länge                    | 5450 mm (kurz) oder 6080 mm (lang) |
| Volumen Schutzzelle      | 6,5 – 8,2 m³ |
| Volumen Staukasten       | 2,0 m³ |
| Motor                    | Mercedes-Benz OM 366 LA III/4 (Dingo 1) Mercedes-Benz OM 924 LA, Euro 3 (Dingo 2) |
| Leistung                 | 178 kW (240 PS) Dingo 1 160 kW (218 PS) bis Dingo 2A1 163 kW (222 PS) ab Dingo 2A2 |
| Höchstgeschwindigkeit    | >100 km/h (Straße) |
| zulässiges Gesamtgewicht | 12,5 t (für Dingo 2) |
| Nutzlast                 | 2,5 – 3,0 t |
| Bodenfreiheit            | 480 mm |
| Wattiefe                 | 1200 mm |
| Steigfähigkeit           | 60 % |
| Bewaffnung               | MG3, Kaliber 7,62 × 51 mm NATO (Standard) oder Granat-Maschinen-Waffe 40 × 53 mm (optional) oder Browning M2, Kaliber .50 BMG (optional)                                                                      |
| Besatzung                | kurz: 5 Mann (Fahrer, Kommandant, Richtschütze, 2 Nahsicherer) lang: 8 Mann (Fahrer, Kommandant, Richtschütze, 2 Nahsicherer, 3 Infanteristen)                                                                |
| Funkgerät                | SEM 90 |
| Besonderheiten           | Klimaanlage, Standheizung, Reifendruckregelanlage, Rückblickkamera, ABS (abschaltbar), GPS Navigationsanlage, Außenbordsprechanlage, Allradantrieb, ABC-Schutzbelüftung, Differentialsperre, Fahrtenschreiber |

## Nutzer
| Land                                   | Variante                                     | Bestellt | Optionen | Geliefert                                | |  |
| -------------------------------------- | -------------------------------------------- | -------- | -------- | ---------------------------------------- | --- |  |
| Deutschland – Bundeswehr               | Dingo 1                                      | 147      | 0        | 147                                      | |  |
|                                        | Dingo 2 A1/A2/A2.3                           | 287      | 0        | 287                                      | |  |
|                                        | Dingo 2 BÜR (BodenÜberwachungsRadar)         | 78       | 0        | 2 (Keine weitere Beschaffung. Gestoppt.) | |  |
|                                        | Dingo 2 A3 System-Instandsetzung             | 25       | 0        | 25                                       | |  |
|                                        | Dingo 2 A3.2 Personentransport               | 41       | 0        | 41                                       | |  |
|                                        | Dingo 2 C1 GSI Gefechtsschadeninstandsetzung | 44       | 0        | 44                                       | |  |
|                                        | Dingo 2 A3.3 Personentransport               | 118      | 0        | 39 (bis Nov. 2011) +79 (ab 2012)         | |  |
|                                        | Dingo 2 A4.1                                 | 115      | 118      | 0                                        | |  |
| Deutschland – ASSIK                    | Dingo 2 Polizei                              | 2        | 0        | 2                                        | |  |
| Belgien – Belgisches Heer              | Dingo 2 MPPV Fus (Patrouille)                | 158      | 0        | 158                                      | Belgien hat 220 (+132 als Option) Dingo 2 bestellt. Die ersten 40 Fahrzeuge wurden bis Oktober 2007 an die belgischen Streitkräfte ausgeliefert. |  |
|                                        | Dingo 2 MPPV PC (Mobiler Gefechtsstand)      | 52       | 0        | 52                                       | Belgien hat 220 (+132 als Option) Dingo 2 bestellt. Die ersten 40 Fahrzeuge wurden bis Oktober 2007 an die belgischen Streitkräfte ausgeliefert. |  |
|                                        | Dingo 2 MPPV Ambulanz                        | 10       | 0        | 10                                       | Belgien hat 220 (+132 als Option) Dingo 2 bestellt. Die ersten 40 Fahrzeuge wurden bis Oktober 2007 an die belgischen Streitkräfte ausgeliefert. |  |
|                                        | Dingo 2 (neue Varianten)                     | 0        | 66       | 0                                        | Belgien hat 220 (+132 als Option) Dingo 2 bestellt. Die ersten 40 Fahrzeuge wurden bis Oktober 2007 an die belgischen Streitkräfte ausgeliefert. |  |
| Autonome Region Kurdistan – Peschmerga | Dingo 1 ATF                                  | 20       | 0        | 20 (ab September 2014)                   | Die kurdischen Streitkräfte erhielten die ATF Dingo 1 im Zuge der Waffenlieferungen Deutschlands an den Irak im Kampf gegen die Terrormiliz IS. Die Fahrzeuge stammen aus dem Bestand der Bundeswehr und es ist derzeit keine Rückführung geplant. |  |
| Luxemburg – Luxemburg Armee            | Dingo 2 PRV Aufklärung                       | 48       | 0        | 48                                       | Im März 2008 bestellte Luxemburg insgesamt 48 Dingo 2 für seine beiden Aufklärungskompanien. |  |
| Österreich – Bundesheer                | Dingo 2 PatSI                                | 66       | 0        | 66 (46 Stk. bis 2020)                    | Der Dingo 2 wird seit Mai 2005 auch vom österreichischen Bundesheer eingesetzt. Insgesamt sind 145 Fahrzeuge in drei Varianten geliefert worden, wobei die ABC-Version eine rein österreichische Entwicklungskonzeption in Zusammenarbeit mit den verschiedenen Erzeugerfirmen ist. |  |
|                                        | Dingo 2 MatE                                 | 12       | 0        | 12 (bis 2020)                            | Der Dingo 2 wird seit Mai 2005 auch vom österreichischen Bundesheer eingesetzt. Insgesamt sind 145 Fahrzeuge in drei Varianten geliefert worden, wobei die ABC-Version eine rein österreichische Entwicklungskonzeption in Zusammenarbeit mit den verschiedenen Erzeugerfirmen ist. |  |
|                                        | Dingo 2 AC Spürfahrzeug                      | 12       | 0        | 12                                       | Der Dingo 2 wird seit Mai 2005 auch vom österreichischen Bundesheer eingesetzt. Insgesamt sind 145 Fahrzeuge in drei Varianten geliefert worden, wobei die ABC-Version eine rein österreichische Entwicklungskonzeption in Zusammenarbeit mit den verschiedenen Erzeugerfirmen ist. |  |
|                                        | Dingo 2 AC Ambulanz                          | 9        | 0        | 9                                        | Der Dingo 2 wird seit Mai 2005 auch vom österreichischen Bundesheer eingesetzt. Insgesamt sind 145 Fahrzeuge in drei Varianten geliefert worden, wobei die ABC-Version eine rein österreichische Entwicklungskonzeption in Zusammenarbeit mit den verschiedenen Erzeugerfirmen ist. |  |
| Tschechien – Tschechische Armee        | Dingo 2 A2                                   | 21       | 0        | 21                                       | Im November 2007 bestellten die tschechischen Streitkräfte vier Dingo 2A2. Bis November 2010 wurden 21 Fahrzeuge ausgeliefert. |  |
| Norwegen – Norwegische Armee           | Dingo 2 A3                                   | 20       | ja       | 20                                       | Norwegen hat 20 Dingo 2 bei KMW bestellt. Die ersten zehn wurden Ende November 2010 nach Afghanistan geliefert. Die restlichen zehn folgten Februar 2011. |  |
| Saudi-Arabien – Saudi-Arabische Armee  | Dingo 2 AC Spürfahrzeug                      | 30       | ja       | 0                                        | Saudi-Arabien beabsichtigt 30 Dingo-2-ABC-Spür zur Aufklärung atomarer und chemischer Kampfstoffe zu bestellen. Das Auftragsvolumen beträgt rund 100 Millionen. Hersteller der Messtechnik ist wie schon beim Spürpanzer Fuchs das Unternehmen Bruker Daltonics aus Bremen. Das zuständige Bundesamt für Wirtschaft und Ausfuhrkontrolle (BAFA) erteilte KMW einen positiven Vorbescheid für den Export. |  |
| Serbien – Serbische Armee              | Dingo 2 MPPV Ambulanz                        | 2        | -        | -                                        | Im Juni 2024 wurden zwei Fahrzeuge an Serbien gespendet. |  |
| Ukraine – Ukrainische Armee            | keine Angaben zur Variante                   | 50       | 0        | 50                                       | Mindestens sieben Einheiten wurden bis Anfang 2024 vernichtet oder beschädigt zurückgelassen. |  |

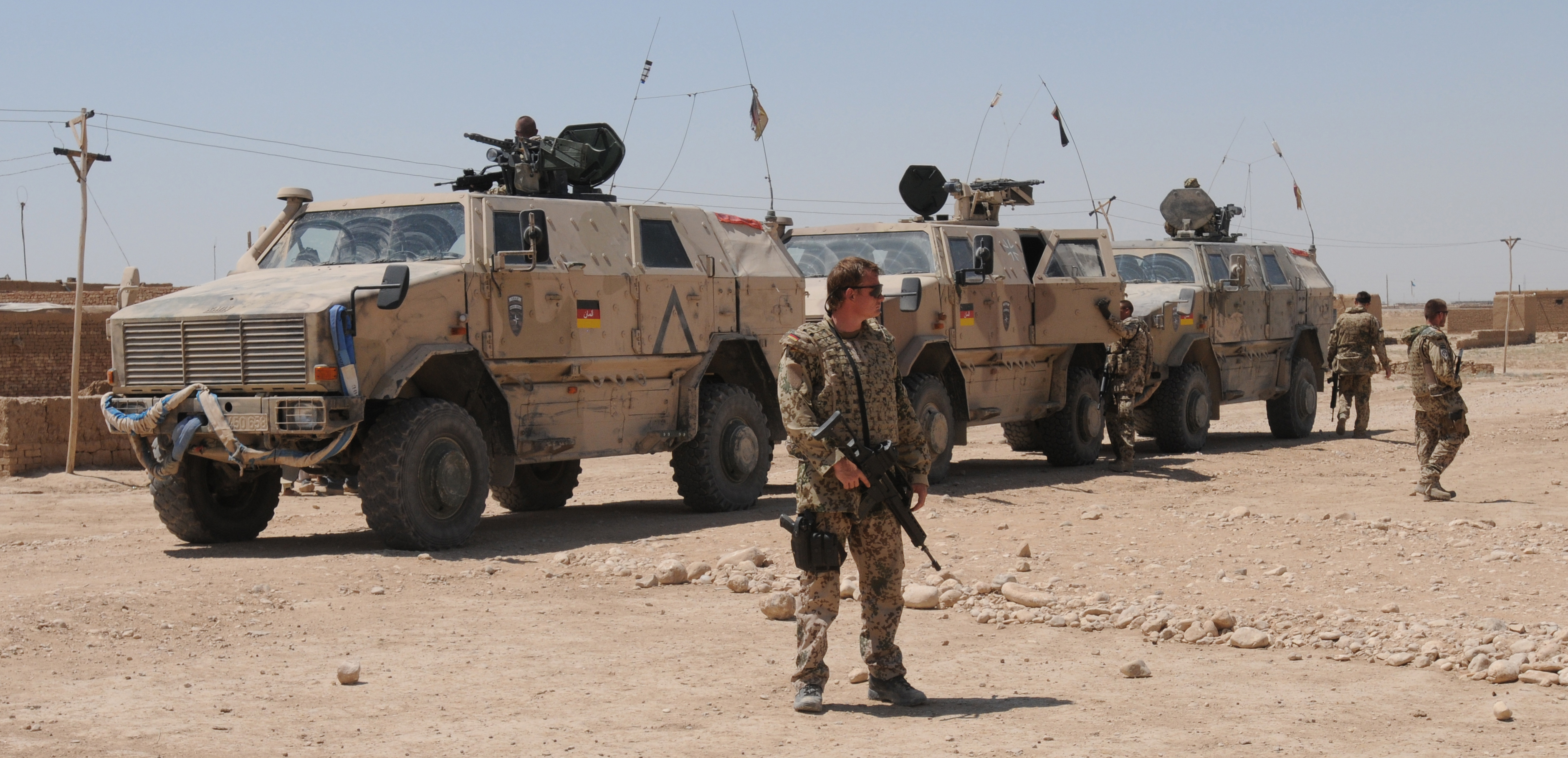
ATF Dingo in Afghanistan
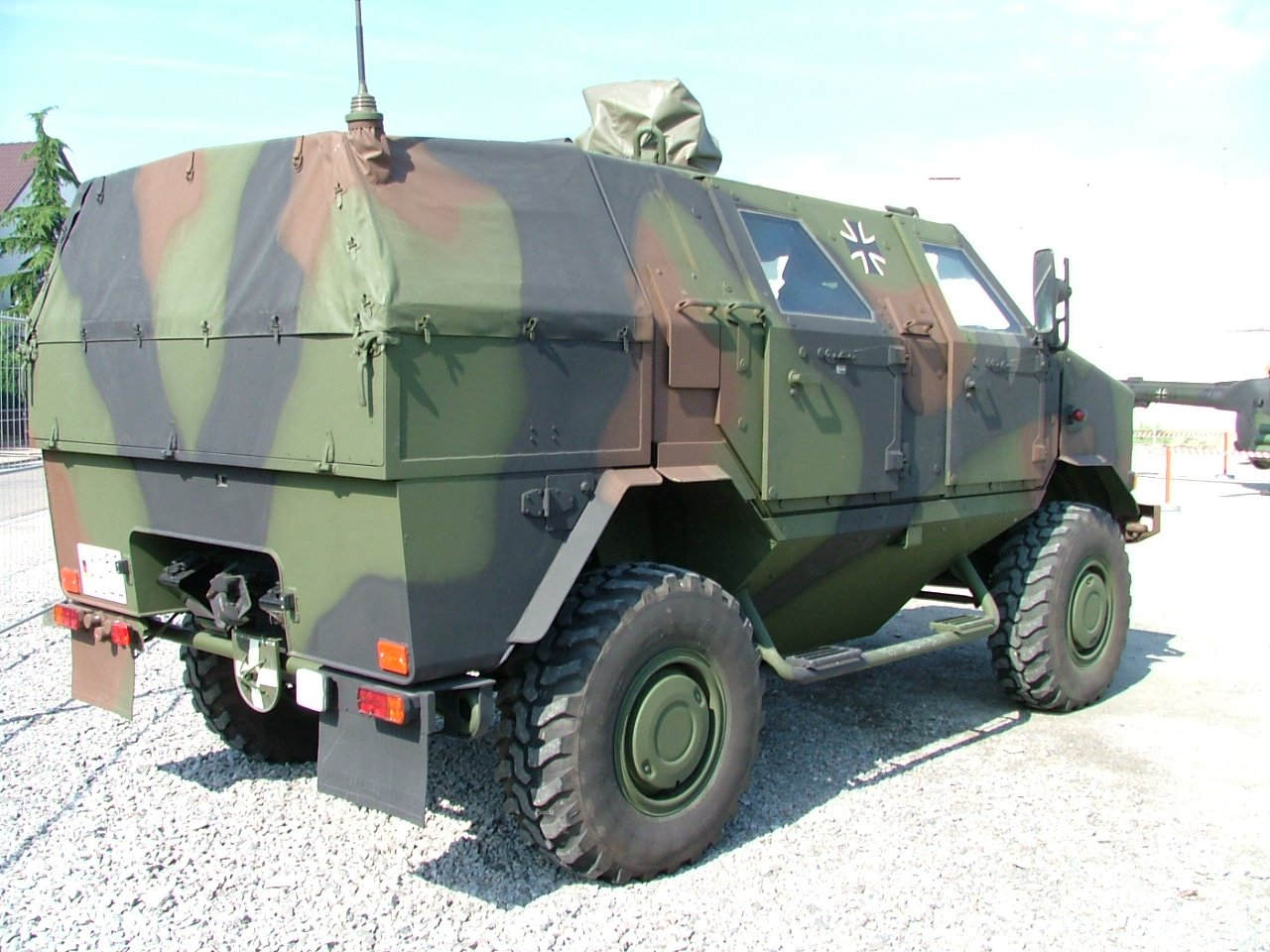
ATF Dingo – Heckansicht
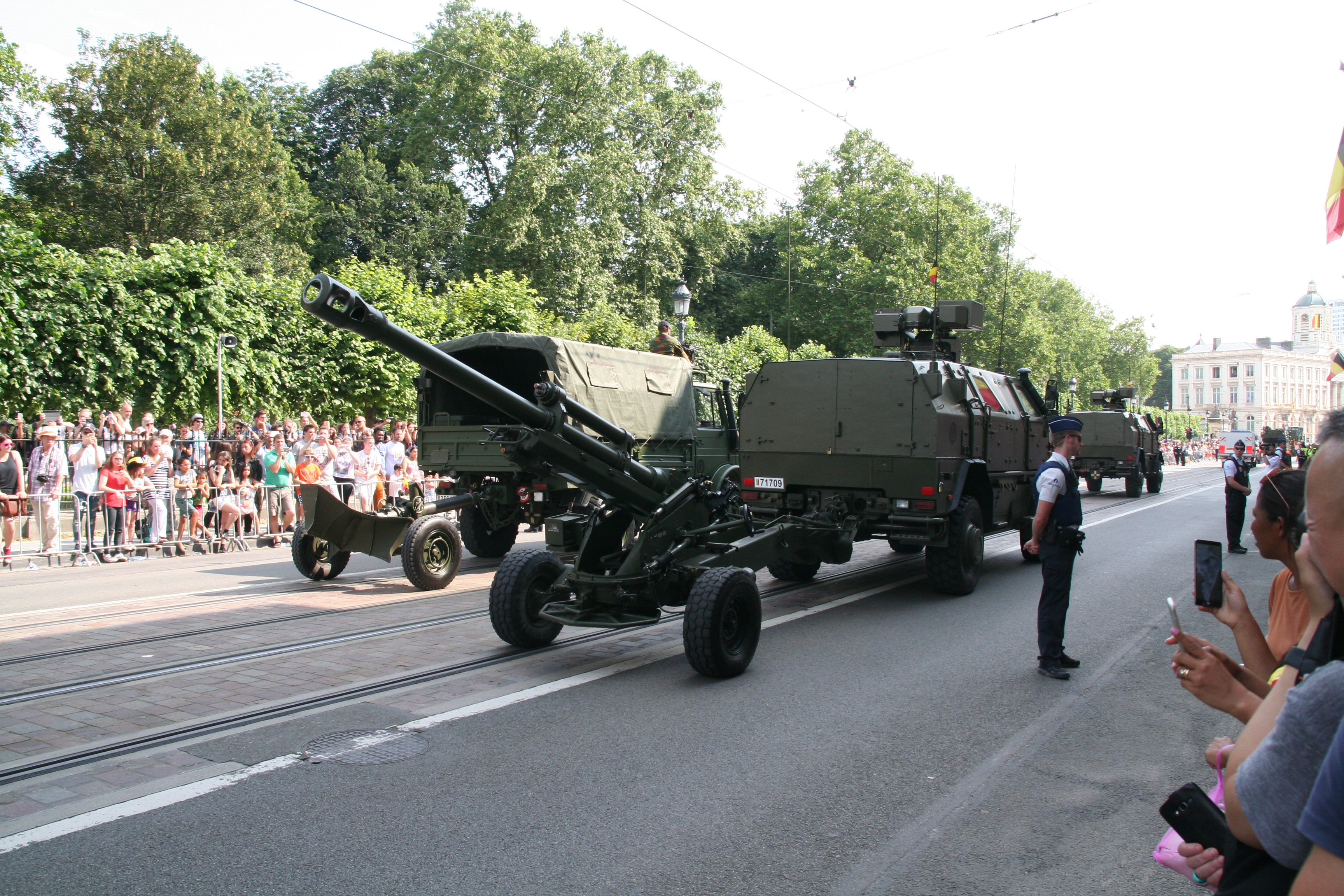
Belgischer Dingo mit einem GIAT LG1
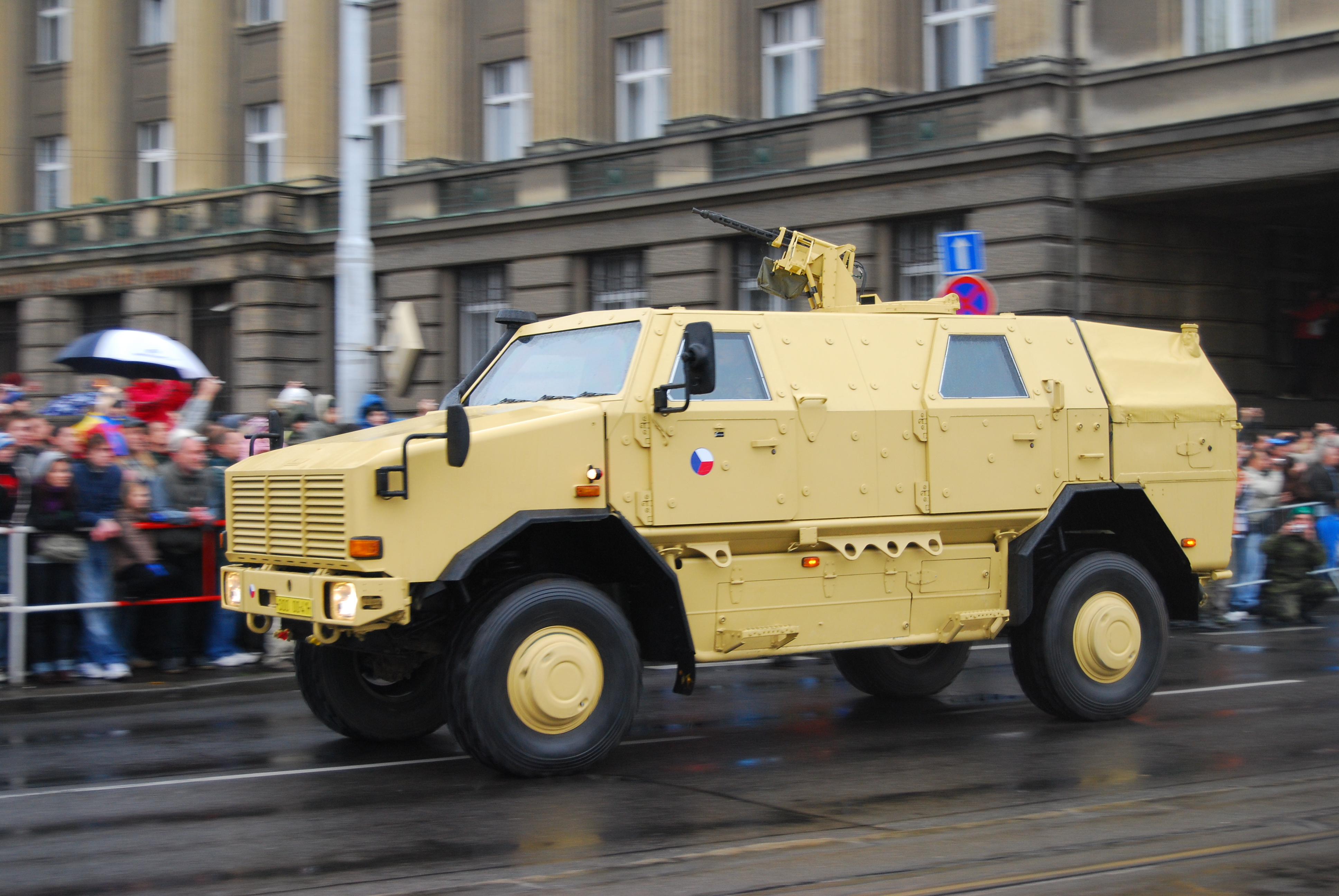
Tschechischer Dingo 2A2. Optische Unterschiede zum Dingo 2 sind: zusätzliche Seitenspiegel am Motorraum und vier Zurrösen unter den Einstiegstüren